# Candela Ruggeri
Candela Ruggeri (Buenos Aires, 22 de enero de 1992) es una modelo e influencer argentina. También ha incursionado en la actuación y en la conducción.  
Es conocida por participar varias temporadas en el programa de telerrealidad Bailando por un sueño.

## Biografía
Es hija del exfutbolista y entrenador Oscar Ruggeri y Nancy Otero. Tiene tres hermanos, Daiana y los mellizos Federica y Stephan Ruggeri, quien es futbolista.

## Vida personal
Está en pareja con Nicolás Maccari. Tienen una hija llamada Vita, nacida en 2023.

## Carrera en los medios
En el año 2015 lanzó una campaña para entrar al Bailando 2015 donde logró entrar, y aunque no llegó a instancias finales, fue considerada una revelación. Ruggeri fue sentenciada en 5 ocasiones donde siempre fue salvada por el jurado hasta ser eliminada por Ailen Bechara con el 46,47% del voto telefónico.
En diciembre de 2015 se une a la obra teatral Marcianos en la casa con Emilio Disi, Soledad "Solita" Silveyra, Pedro Alfonso, Ergün Demir, Freddy Villarreal, Gladys Florimonte, Luciano El Tirri y Lourdes Sánchez.
En 2016 participa nuevamente en el Bailando 2016 pero esta vez participa junto a su padre, Oscar Ruggeri. Los Ruggeri fueron sentenciados en seis ocasiones de las cuales, tres veces los salvó el jurado y dos el público con el 55.61 % (eliminando a Fernando Carrillo) y 51.21 % (eliminando a Ernestina Pais). Finalmente fueron eliminados por Charlotte Caniggia con el 44.63 % de los votos del público.
En 2017 participa de la serie web de Telefe Secretarias, protagonizada por Luli Torn y Mica Suárez. Candela interpreta a Malena, una mujer hermosa, sensual y muy simpática que aparece y volverá loca a Flor por todo el cariño y atención que recibe de Benja (Maxi Espindola).
En 2018, y hasta 2019, se une a la quinta temporada del programa ESPN Redes, junto a Gregorio Rossello, Nati Jota, Miguel Granados y Martin Reich.
En 2019 Candela viajó a Hollywood, para convertirse en la embajadora de Marvel en Argentina. Además condujo la alfombra roja de los Premios Martín Fierro, junto a Lizardo Ponce.
En 2021 vuelve a participar de Showmatch, esta vez en el formato Showmatch La Academia, donde logró ser semifinalistas luego de ser sentenciada en 5 ocasiones, en una de las cuales fue salvada por el público con el 57.2 % frente a Nazareno Mottola. Ruggeri quedó fuera de la final al ser eliminada por Agustín Sierra con el 68.3 %.
En 2022 Candela se desempeña como Host Digital del reality show El hotel de los famosos.

## Filmografía

### Televisión
| Año       | Título                        | Rol                                | Notas            |
| --------- | ----------------------------- | ---------------------------------- | ---------------- |
| 2015      | Showmatch: Bailando 2015      | Participante                       | 14.ª eliminada   |
| 2016      | Showmatch: Bailando 2016      | Participante junto a Oscar Ruggeri | 14.º eliminados  |
| 2018–2019 | ESPN Redes                    | Panelista                          |                  |
| 2020–2021 | Con amigos así                | Panelista                          |                  |
| 2020–2021 | Style me up                   | Conductora                         | [ 15 ]           |
| 2021      | Showmatch La Academia         | Participante                       | Seminalista      |
| 2023      | Premios Martín Fierro Digital | Conductora                         | Premiación anual |

### Plataformas digitales
| Año  | Título                        | Rol          | Notas            |
| ---- | ----------------------------- | ------------ | ---------------- |
| 2017 | Secretarias                   | Malena       | Papel recurrente |
| 2022 | El hotel de los famosos       | Host digital |                  |
| 2024 | Premios Martín Fierro Digital | Conductora   | Premiación anual |

## Teatro
| Año       | Título               | Rol            |
| --------- | -------------------- | -------------- |
| 2015-2016 | Marcianos en la casa | Adelaida Morán |